# Кузнєцова Тетяна Дмитрівна
Тетя́на Дми́трівна Кузнєцо́ва (14 липня 1941, Горький — 28 серпня 2018) — космонавт-випробувач першої жіночої групи загону космонавтів Центру підготовки космонавтів.

## Біографія
У 1958 році закінчила середню школу в Москві. З 1959 року, закінчивши курси машинопису та стенографії, працювала в НДІ-35 Міністерства електронної промисловості (Москва): стенографісткою, потім секретарем комсомольської організації (1960—1961), старшим лаборантом (1961—1962).
Одночасно (з 1959) займалася в 1-му Московському аероклубі. Абсолютна чемпіонка Москви з парашутного спорту (1961). Ставши чемпіонкою на всесоюзних змаганнях, увійшла до складу збірної СРСР з парашутного спорту (1961). Майстер спорту СРСР з парашутного спорту (1961). До травня 1962 року мала понад 250 парашутних стрибків.
10 березня 1962 року призвана на службу в Радянську армію, 12 березня зарахована Центром підготовки космонавтів на посаду слухача-космонавта 2-го загону. Пройшла загальнокосмічну підготовку і після складання держіспитів (11—22 січня 1965) 23 січня була переведена на посаду космонавта 2-го загону. У травні — листопаді 1965 року пройшла підготовку як другий пілот другого екіпажу (спільно з Ж. Д. Йоркіною) для польоту на космічному кораблі «Восход» тривалістю 10—15 діб з виходом у відкритий космос; у січні — травні 1966 року пройшла підготовку для польоту тривалістю 15—20 діб з виходом у відкритий космос (з 14 березня — на посаді космонавта 1-го загону). Політ був скасований у зв'язку із закриттям програми «Восход».
Одночасно з 1964 року навчалася на інженерному факультеті ВПІА ім. Н. Е. Жуковського, який закінчила в 1969 році з кваліфікацією льотчик-космонавт-інженер. 1 жовтня 1969 року у зв'язку з розформуванням жіночої групи космонавтів була відрахована з загону космонавтів.
Продовжувала службу в армії: інженер 7-го відділу в/ч 44250, потім — військовий представник (з 13.6.1970 — Військове представництво № 4273 Замовляє управління Головного штабу ВПС, з 9.10.1971 — 10-е Військове представництво МО 4-го Управління начальника озброєння ВПС в ІМБП). У 1978 році, після відновлення ідеї жіночого польоту, за висновками Державної медичної комісії отримала допуск до спеціальної підготовки.
З 20 березня 1979 року служила в 3-му управлінні Центру підготовки космонавтів: провідний інженер — старший науковий співробітник 4-ї лабораторії (радіаційна безпека), з 29.1.1982 — начальник 4-ї лабораторії, провідний інженер-випробувач 1-го відділу; з 1.10.1986 — начальник 4-ї лабораторії 31-го відділу. 6 квітня 1991 року звільнена в запас у званні полковника ВПС (присвоєно 14.5.1984).

### Родина
- Батько — Дмитро Пилипович Кузнєцов (1899—1967), мати — Ліна Ніконорівна Кузнєцова (1900—1970), домогосподарка.
- Брати — Віктор (1927—1989), будівельник; Євген (р. 1937), фермер.
- Чоловік — Ладо Володимирович Піцхелаурі (р. 1932), учасник 2-го (1962 року) і 3-го (1965 року) наборів космонавтів ВПС; у відставці.
- Син — Володимир Ладович Піцхелаурі (нар. 29.9.1971), програміст, працює в компанії Microsoft (США).